# Raetia secunda

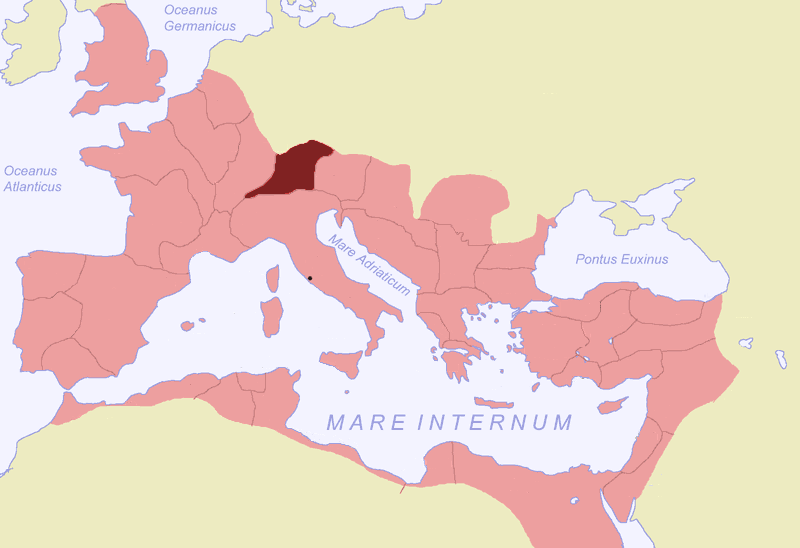
Lage der Vorgängerprovinz Raetia

Raetia secunda (Vindelica) oder Vindelicien (Vindelikien) war eine im Zuge der diokletianischen Reichsreformen im frühen 4. Jahrhundert durch Teilung der vormaligen Provinz Raetia entstandene spätantike römische Provinz. Sie umfasste das nördliche Alpenvorland zwischen Iller, Donau und Inn, darüber hinaus wohl auch einen nordöstlichen Teil des heutigen Tirol. Ihre Hauptstädte waren Cambodunum (Kempten) und später Augusta Vindelicorum (Augsburg). Die Namen Vindelica, Vindelicien, Vindelikien und Augusta Vindelicorum gingen auf das keltische Volk der Vindeliker zurück, die hier bis zum römischen Feldzug von 15 v. Chr. selbständig lebten. Der Namensbestandteil Raetia rührte vom südlich benachbarten Volk der Räter her, gegen die dieser Feldzug zunächst geführt worden war. Im 5. und 6. Jahrhundert wurde (ein Teil von) Raetia secunda auch Bestandteil des Ostgotenreichs, von Alamannen besiedelt und östlich des Lech Keimzelle des germanischen Volksstamms der Bajuwaren.

## Vorgängerprovinz, Alamannen

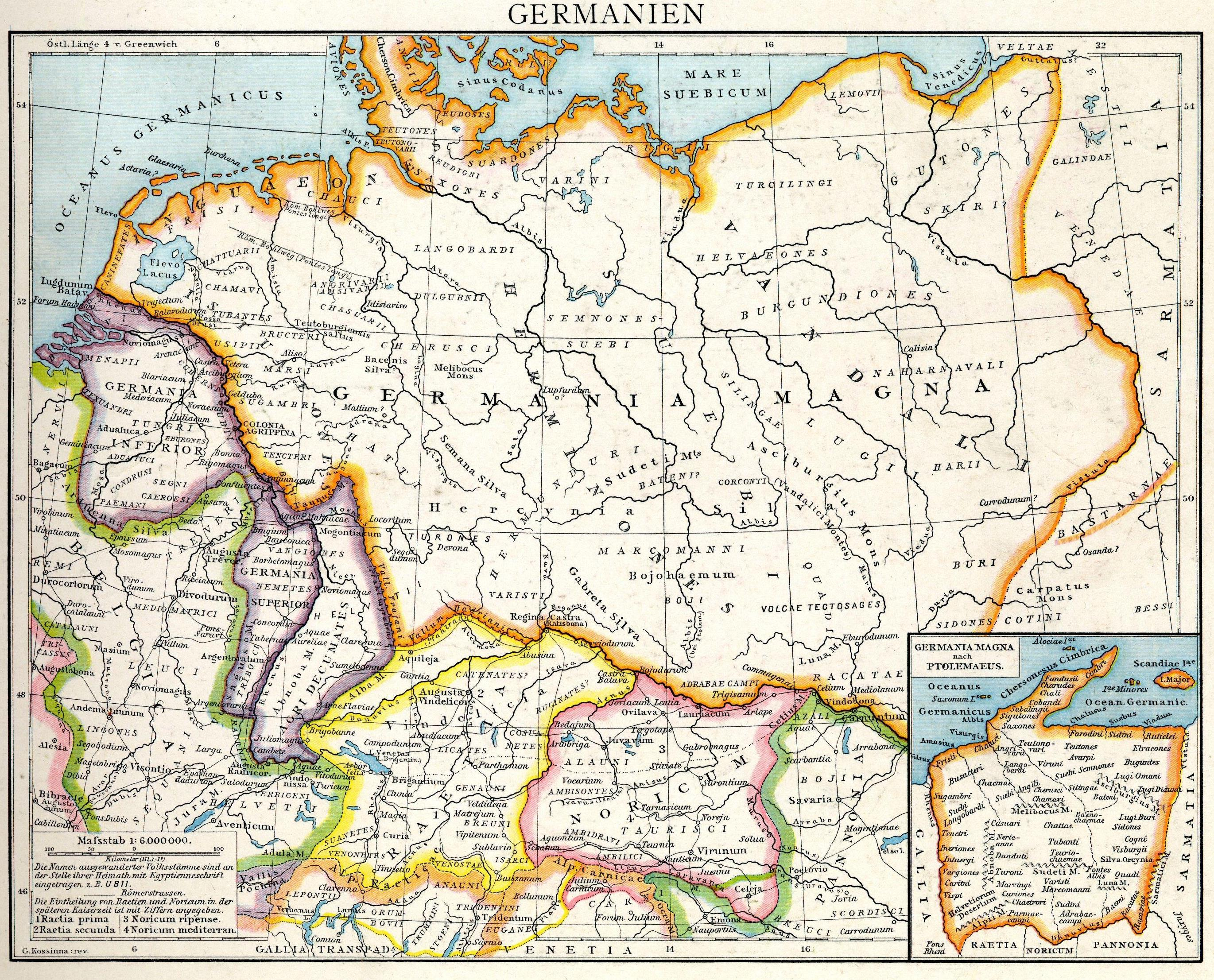
Die Vorgängerprovinz Raetia (gelb) zwischen anderen an Germania magna grenzenden Provinzen (Droysens Historischer Handatlas, 1886). Man beachte den Schriftzug Vindelicia.

Die Vorgängerprovinz Raetia wurde im früheren 1. Jahrhundert n. Chr. auf 15 v. Chr. erobertem Gebiet eingerichtet. Einige der dort unterworfenen Völker wurden von den Römern als Vindelici, andere als Raeti bezeichnet (vgl. Räter). Von den Rätern erhielt die Provinz, von den Vindeliziern ihre Hauptstadt Augusta Vindelicorum ihren Namen. Vor Augusta Vindelicorum war jedoch Cambodunum die Hauptstadt der Provinz. Im zweiten Drittel des dritten Jahrhunderts nahmen die Raubzüge der Germanen aus dem nördlich benachbarten Germania Magna in die Provinz Rätien dramatisch zu.  Sie konnten aufgrund einer ausgedünnten Truppensituation von den Römern  nicht mehr nachhaltig zurückgedrängt werden.  Auch ein vorübergehender Anschluss an das Gallische Sonderreich, welches eine entschlossene Verteidigung der Grenzen gegen die Germanen versprach, brachte nur einen vorübergehenden Erfolg.  Die nördliche Limesgrenze wurde um 260 nach Süden an die Donau zurückgenommen (Limesfall). Die westliche Grenze wurde vom Schwarzwald nach Osten an die Iller zurückgenommen. Von Kempten (Cambidanum) verlief die neue Grenze entlang der Argen, dem Bodensee und dem Hochrhein (Donau-Iller-Rhein-Limes). Das heutige Oberschwaben und der Schwarzwald wurden von den Römern nach und nach systematisch geräumt. Die Provinz Raetia verkleinerte sich drastisch. Das von den Römern niemals de jure, aber zumindest de facto aufgegebene Land, der Schwarzwald und Oberschwaben wurden von Westen und von Norden ab dem 4. Jahrhundert von Alemannen besiedelt, die sich allmählich auch nach Osten über die Iller ausbreiteten und ihre Siedlungsaktivität bis zum Lech vortrieben.

## Teilung der Vorgängerprovinz
Im Zuge der diokletianischen Reichsreformen wurde die Provinz Raetia 297 n. Chr. entlang des Bodensees und der Nordalpen in zwei neue Provinzen, Raetia prima (Curiensis) und Raetia secunda (Vindelica), aufgeteilt (mit kleinen Verschiebungen von Grenzen zu Nachbarprovinzen). Die beiden neuen Provinzen gehörten zur Dioecesis Italiae und waren militärisch gemeinsam einem Dux Raetiae unterstellt. Die Zivilverwaltung oblag in den beiden neuen Provinzen jeweils einem praeses, Statthaltern niederen Ranges. Von deren Residenzen Curia Raetorum (Chur) und Augusta Vindelicorum (Augsburg) leiteten sich die späteren deutschen Bezeichnungen «Churrätien» und «Vindelicien» ab.
Die spärlichen Quellen erlauben nur Plausibilitätsschlüsse bezüglich der genauen Teilungslinie. Bis zu den 30er Jahren herrschte die Meinung vor, Raetia secunda habe gerade den transalpinen Teil (das Alpenvorland) der Raetia umfasst. Die Bezeichnung der Raetia II als „Vindelikien“ u. ä. legt dies nahe, wenn angenommen wird, die Vindeliker hätten lediglich im Alpenvorland und nicht in den Alpen gelebt, vgl. Droysens Karte (und den Artikel Räter).
Heute findet man etwa im Neuen Pauly von 2001 die Angabe, die Teilungslinie sei von Isny über den Arlberg durchs Münstertal zum Stilfserjoch verlaufen, oder ungefähr entlang der heutigen Grenzen Vorarlbergs und Graubündens zu Deutschland und Tirol (Nord- und Südtirol). Heuberger (1930e, S. 358ff.) argumentierte, im 6. Jahrhundert habe ein Bischof von Säben gleichzeitig als Bischof der Raetia secunda gegolten, die nicht erst nach dem Verlust des Alpenvorlands als „neue“ Raetia II von der bisherigen Raetia I abgeteilt worden sei (S. 364). Er geht von späteren Quellen aus, Originalquellen aus dem 6. Jahrhundert sind hierzu überhaupt nicht erhalten. 
Unbestritten ist wohl, dass das Alpenvorland zwischen Iller, Donau und Inn (der seit dem 3. Jahrhundert Rom gebliebene Teil „Vindelikiens“) zur Raetia secunda gehörte – deren Hauptstadt Augusta Vindelicorum lag ja zwischen Iller und Lech, und die Vita Sancti Severini erklärt, dass Künzing an der Donau und Batavis (Castra Batava, Passau) Orte der Raetia secunda waren. Weniger klar ist, wie weit Raetia II auch in die Alpen reichte, außerdem noch, wie das Gebiet zwischen Iller, Argen und Alpenrheinmündung aufgeteilt wurde. (Man vergleiche auch Raetia: Teilung der Provinz.)

## Schwinden römischer Kontrolle
Im 5. Jahrhundert schwand die römische Kontrolle über das Alpenvorland, die Grenzkastelle der Raetia II an der Donau wurden nach und nach aufgegeben, der Vita Sancti Severini zufolge zuletzt gegen 470 Quintanis (Künzing) und Batavis (Castra Batava, Passau) unter dem Eindruck ständiger Alamannen-Überfälle (entlang der Donau). Als der Ostgotenkönig Theoderich der Große die Führung Westroms übernahm, versuchte er, die frühere Provinz Raetia wieder als Bollwerk zu festigen, u. a. durch Aufnahme von den Franken bedrängter Alamannen. Es ist nicht klar, wie weit er so wieder Kontrolle über das Alpenvorland gewann.

## Alamannen am Lech, Bajuwaren, endgültiger Zerfall

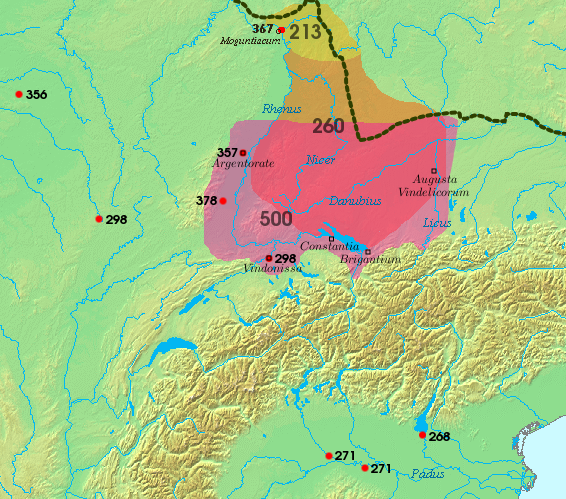
Alamannische Verschiebung und Expansion vom 3. bis zum 6. Jahrhundert. Fast das gesamte Gebiet der Provinz Raetia secunda ist im Alpenvorland zwischen Donau, Inn und Bodensee (Grenzfluss Iller nicht eingezeichnet) sichtbar. Die schwarze Linie kennzeichnet hauptsächlich die früher aufgegebene römische Reichsgrenze nördlich der Donau.

Südlich der Donau dehnten die Alamannen ihr Siedlungsgebiet bis um 500 über die Iller hinweg zum Lech aus. In der folgenden Zeit bildete sich östlich des Lechs aus Alamannen, anderen germanischen Einwanderern, verbliebenen Vindelikern und römischer Zivilbevölkerung der germanische Stamm der Bajuwaren (Baiern).
Thomas Fischer zufolge wurde diese Ethnogenese von Theoderich zur Festigung der Nordgrenze seines Reichs „gesteuert“.
Spätestens seit der Zerschlagung des Ostgotenreiches durch den oströmischen Kaiser Justinian I. um 540 bestand kein wesentlicher Bezug der früheren transalpinen Raetia, des eigentlichen Vindelikiens, zum Römischen Reich mehr. Im Gegensatz dazu blieben im Gebiet der südlichen, von Chur (Curia Raetorum) aus verwalteten Schwesterprovinz Raetia prima die Begriffe  Churrätien, Rätien und rätisch u. ä. in der Schweiz (Graubünden) seit dem Mittelalter bis in die Neuzeit im Gebrauch, vor allem für die Gemeinschaft der Drei Bünde und für Einrichtungen des modernen Graubünden.

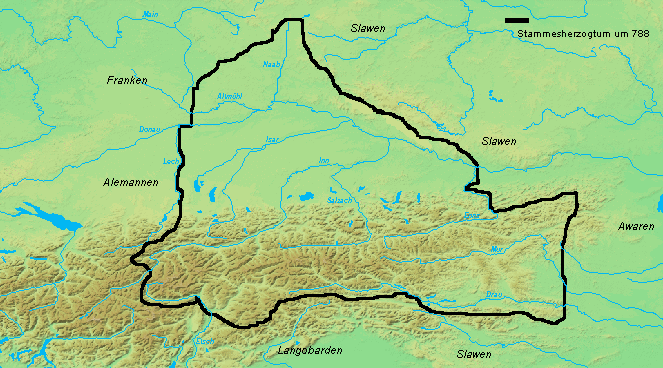
Das bayerische Stammesherzogtum um 788. Im Osten grenzt es an den Lech. Südlich greift es in die frühere Raetia prima, nördlich entlang der Naab über die nördlichste Grenze der Raetia hinaus. Östlich umfasst es fast das gesamte frühere Noricum.

Die Entstehung und folgende Ausbreitung der Bajuwaren betraf auch die östliche Nachbarprovinz Noricum und schließlich den (südlich davon gelegenen, mutmaßlichen) alpinen Teil der Raetia secunda. Die Bajuwaren bevölkerten Altbayern (Raetia II östlich des Lechs) und Österreich, in den Alpen Tirol. Sie bildeten später das Herzogtum Bayern.

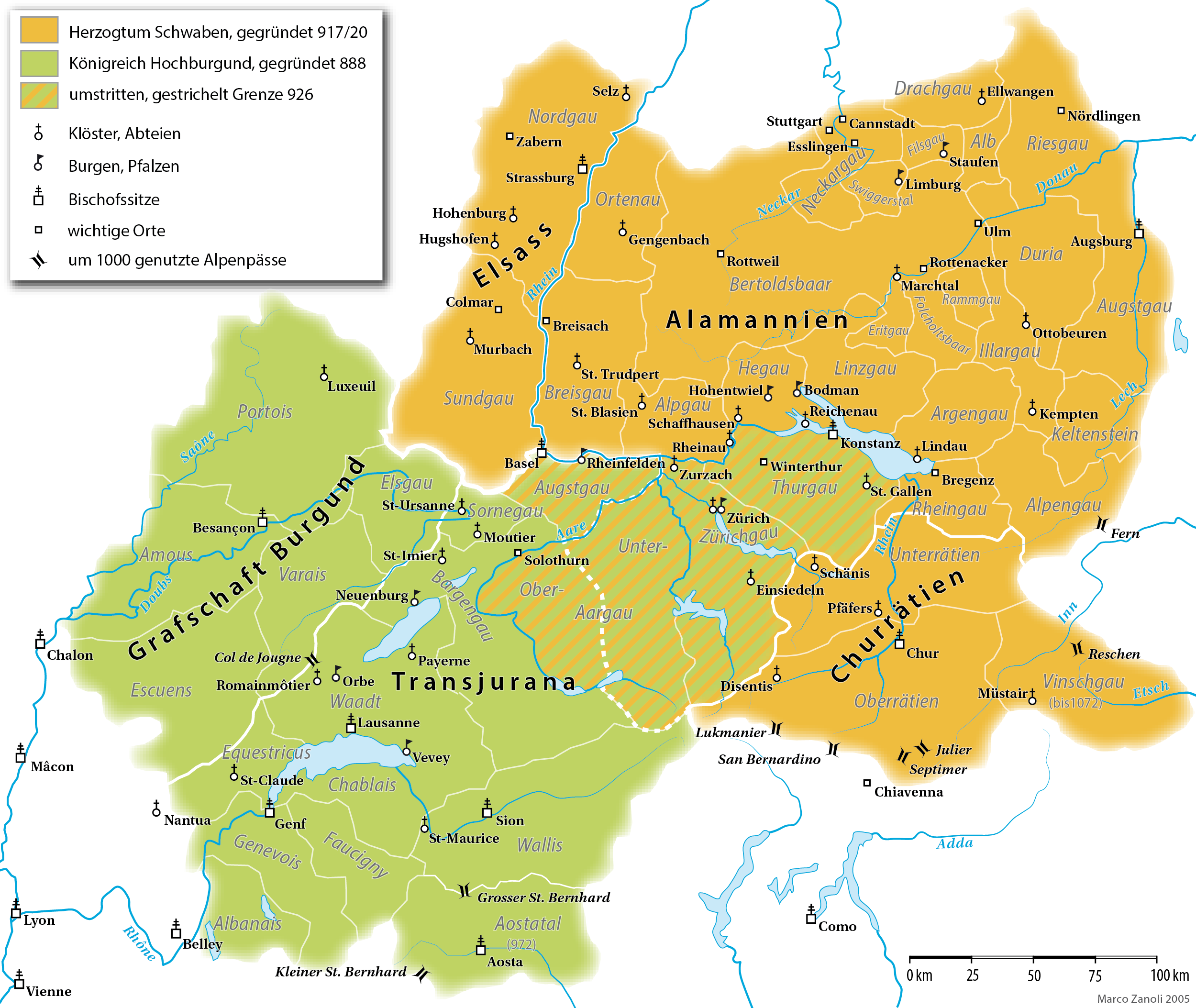
Das Herzogtum Schwaben (rechts oben) und Hochburgund im 10. und 11. Jahrhundert. Rechts unten Churrätien als Teilgebiet.

Was von Vindelikien übrig blieb: der bayerische Regierungsbezirk Schwaben. Braun sind die schwäbischen, gelb die altbayerischen und fränkischen Landkreise des Freistaats Bayern dargestellt. Die Landkreise Donau-Ries, Dillingen an der Donau und Günzburg ragen jedoch über die vindelikische Grenze der Donau nach Norden hinaus.

Westlich des Lechs orientierten sich die Alamannen ungeachtet der Provinzgrenzen zu ihren Verwandten um den Oberrhein und den Bodensee hin, wo sie bis 746 im fränkischen Reich ein autonomes Herzogtum Alamannien bildeten.

## Nachwirkung: Bayerisch-Schwaben
Im 19. Jahrhundert gelangte das Königreich Bayern in den Besitz eines Teils Schwabens, genannt Bayerisch-Schwaben, zwischen Iller und Lech gelegen und sich von den Allgäuer Alpen noch (wie einst Raetia) über die Donau hinweg in den Landkreis Donau-Ries erstreckend. Als Regierungsbezirk Schwaben untersteht dieses Gebiet heute dem Freistaat Bayern. Als „Ironie der Geschichte“ wurden so die beiden Völker der Alamannen und der Baiern, die sich in Vindelikien auseinanderentwickelt hatten, lokal wieder aufeinander angewiesen. In gewisser Weise wurde das Vorrücken der Alamannen von der Iller zum Lech in der Völkerwanderungszeit durch diese politische Entwicklung 1300 Jahre später „korrigiert“.